# Hotel- en Toerismeschool Spermalie
De Hotel- en Toerismeschool Spermalie is gevestigd in Brugge. Deze katholieke school werd in 1952 door de Zusters van Spermalie opgericht. Het was bij de stichting een hotelschool uitsluitend voor meisjes, met zes leerlingen. Inmiddels is de school ook voor jongens toegankelijk.
Een schooluniform is verplicht. Er wordt veel belang gehecht aan stijl, discipline, etiquette, verantwoordelijkheidsgevoel, eerlijkheid en gastvrijheid.

## Studie
Spermalie heeft een studierichting Hotel in het technisch secundair onderwijs en de opleiding Restaurant en Keuken in het beroepssecundair onderwijs, in de eerste, tweede en derde graad. Daarnaast wordt vanaf de tweede graad de opleiding toerisme gegeven en vanaf de derde graad de opleiding hospitality.
Er is een specialisatie mogelijk met Hotelonthaal bso of Gastronomie (Banketaannemer-Traiteur) bso of een Se-n-Se-opleiding Hotelbeheer en -management tso (met credits voor de bacheloropleiding Hotelmanagement). Voor volwassenen is er verdieping mogelijk in Brugge en Gent.

## Koninklijk bezoek
In 1999 en 2003 werd de school bezocht door koningin Paola. De school werd geselecteerd om de receptie te verzorgen ter gelegenheid van het huwelijk van prins Filip en prinses Mathilde. De school heeft geregeld de organisatie in handen van manifestaties op het Koninklijk Paleis.